# Arthur T. von Mehren
Arthur Taylor von Mehren (* 10. August 1922 in Albert Lea, Minnesota; † 16. Januar 2006) war ein amerikanischer Rechtsgelehrter.
Von Mehren war Professor des Rechts an der Harvard Law School und in den Vereinigten Staaten einer der Pioniere auf dem Gebiet der Rechtsvergleichung, des internationalen Privat- und Zivilverfahrensrechts sowie der internationalen Schiedsgerichtsbarkeit. 
In seiner 50-jährigen Karriere veröffentlichte er über 210 Schriften, darunter zehn Bücher, und unterrichtete tausende Studenten. 2002 wurde ein Harvard-Symposium zu seinen Ehren gehalten. 1980 wurde er in die American Academy of Arts and Sciences aufgenommen.